# Écrasez l’infâme!
Écrasez l’infâme! (lub écrasons l’infâme!, skrót: Ecr. l’inf.) – czołowe hasło „wojujących” wolnomyślicieli, racjonalistów, humanistów, sceptyków, ateistów, laicystów, będące dopełnieniem oświeceniowego hasła „Wolność, Równość, Braterstwo”. O ile jednak to ostatnie ma charakter pozytywny, o tyle Ecr. l’inf. – negatywny, i, w przeciwieństwie do Kantowskiego „Sapere aude!” – wojujący lub nawet rewolucyjny.
Ryszard Legutko pisał o wezwaniu Écrasez l’infâme!: „W ten sposób idea humanizmu łączyła się z ideą rewolucji. Nienawiść do ‘starego’ wyartykułowana w formie postulatu rewolucji lub jej apologii odbierała humanizmowi jego pierwotny prometejski sentymentalizm; odtąd humanizm przestawał być domeną marzycieli i wizjonerów, a stał się trudnym, nawet brutalnym, lecz koniecznym zadaniem do wykonania. Rewolucja bez owej demaskatorskiej pracy intelektualnej nie byłaby możliwa, a humanistyczny horyzont, jakkolwiek daleki, dawał jej moralne rozgrzeszenie.”
Trudno jest jednoznacznie oddać sens tego hasła, gdyż nie ma także zgody co do jego etymologicznego znaczenia. Wywodzi się ono z pism Voltaire’a, który podobnie jak niegdyś Katon Starszy (Delenda est Carthago - Kartaginę trzeba zniszczyć) bardzo wiele swoich listów (1759–1768) kończył skrótem Ecr. l’inf.! To najsławniejsza formuła wolteriańska, główne jego hasło. Na ogół tłumaczy się to jako:
- Zniszczcie tę hańbę!
- Zdepczmy bezecne!
- Zgniećmy ohydę!
- Zgniećmy nędznika!
- Uderzcie w oszustów!

Przy czym za l’infâme! przyjmuje się na ogół zabobony, przesądy, nietolerancję, fanatyzm religijny, nadużycia, religię wykorzystującą instrumenty państwowe, państwo wyznaniowe, klerykalizm, uprzywilejowaną ortodoksję, prześladowania, wszelkie formy inkwizycji i cenzury myśli, a w bardziej radykalnych interpretacjach, na ogół zresztą przyjmowanych w kręgach kościelnych – religię, Kościół, chrześcijaństwo, Chrystusa, jezuitów.
Dla najbardziej radykalnych interpretacji owej formuły Wolterowskiej przywołuje się jego wypowiedzi:
„Wyznanie chrześcijańskie jest religią haniebną, podłą hydrą, która musi być zniszczona przez setki niewidzialnych rąk. Konieczne jest, by filozofowie wyszli na ulicę, by ją zniszczyć, tak jak misjonarze krążą po lądach i morzach, by ją głosić. Winni się odważyć na wszystko, zaryzykować wszystko, nawet dać się spalić, byle ją zniszczyć. Écrasez l’infâme! Écrasons l’infâme!” (w liście do Damilaville’a).
Gdy usłyszał wiadomość o kasacie zakonu jezuitów: „Widzicie! Jedna głowa hydry już ucięta! Podnoszę oczy do nieba i wołam Écrasez l’infâme!”.
Pomimo tego, byłoby jednak nadinterpretacją przyjmować znaczenie radykalne jako oddające znaczenie etymologiczne. Pisma Voltaire’a występują głównie przeciwko negatywnym aspektom zorganizowanej religii i zastanego porządku.
Obecnie ecrasez l’infame! jest najczęściej przyjmowane jako wezwanie do aktywnego zwalczania fanatyzmu i fundamentalizmu religijnego i wszelkich form krępujących wolność myśli, sztuki i przekonań.